# Municipio de Springhill (condado de Fayette)
El municipio de Springhill (en inglés: Springhill Township) es un municipio ubicado en el condado de Fayette en el estado estadounidense de Pensilvania. En el año 2000 tenía una población de 2.974 habitantes y una densidad poblacional de 34 personas por km².

## Geografía
El municipio de Springhill se encuentra ubicado en las coordenadas 39°46′00″N 79°52′59″O / 39.76667, -79.88306.

## Demografía
Según la Oficina del Censo en 2000 los ingresos medios por hogar en la localidad eran de $24,167 y los ingresos medios por familia eran de $29,182. Los hombres tenían unos ingresos medios de $28,317 frente a los $18,221 para las mujeres. La renta per cápita de la localidad era de $12,360. Alrededor del 28% de la población estaba por debajo del umbral de pobreza.